# Agrarstaat

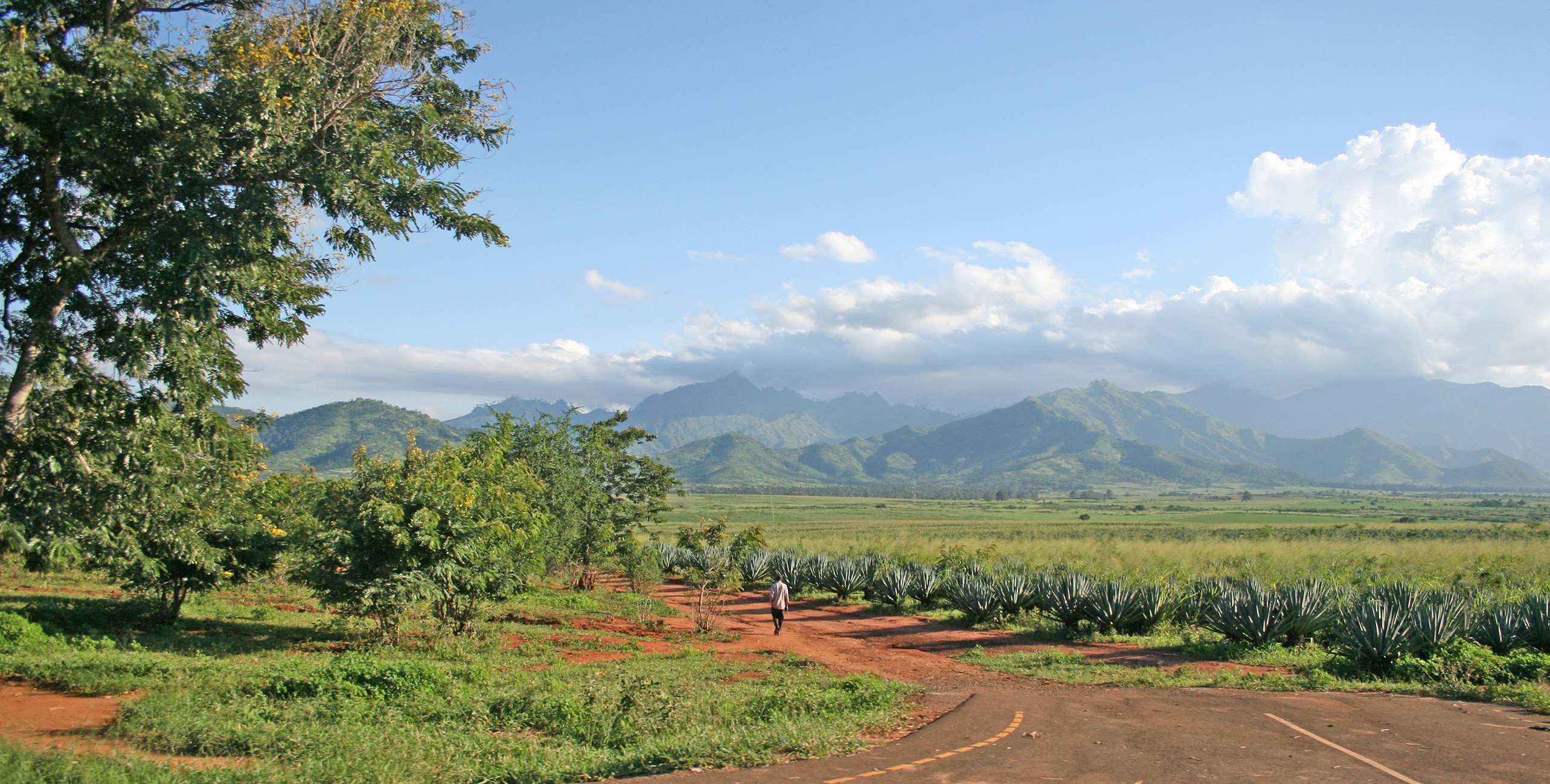
Tansania – Sisal-Plantage am Mount Uluguru (April 2009)

Agrarstaat (englisch agricultural state) ist ein Staat, dessen Wirtschaftsstruktur durch Landwirtschaft, Forstwirtschaft und Fischerei mit einem hohen Anteil der Agrarproduktion am Bruttoinlandsprodukt (BIP) dominiert wird. Pendant ist der Industriestaat.

## Allgemeines
Der Agrarstaat ist ein Erkenntnisobjekt der Wirtschaftsgeographie. Der Unterscheidung zwischen Industrie- und Agrarstaaten liegt der jeweils herrschende Wirtschaftssektor (Industrieproduktion oder Agrarproduktion) und deren Anteil am BIP oder der Anteil der Erwerbstätigen jener Sektoren an den gesamten Erwerbstätigen zugrunde. Typische Agrarstaaten sind alle Entwicklungs- und die meisten Schwellenländer. Bei Agrarstaaten ist zu berücksichtigen, dass die Erzeugung von Agrarprodukten starken witterungsbedingten Schwankungen (Missernten durch Dürre, Schädlinge oder Überschwemmung) unterliegen kann.

## Arten
Die Wirtschaftsgeographie unterscheidet zwischen sehr bevölkerungsreichen, gleichzeitig subkontinentalen und makrotropen Agrarstaaten (wie Indien, Indonesien, Nigeria), mäßig volkreichen makrotopen Agrarstaaten (wie Algerien, Sudan, Tansania), bevölkerungsarmen makrotropen Agrarstaaten (Mali, Saudi-Arabien) und volkreichen mesotopen Agrarstaaten (wie Birma, Thailand).

## Geschichte

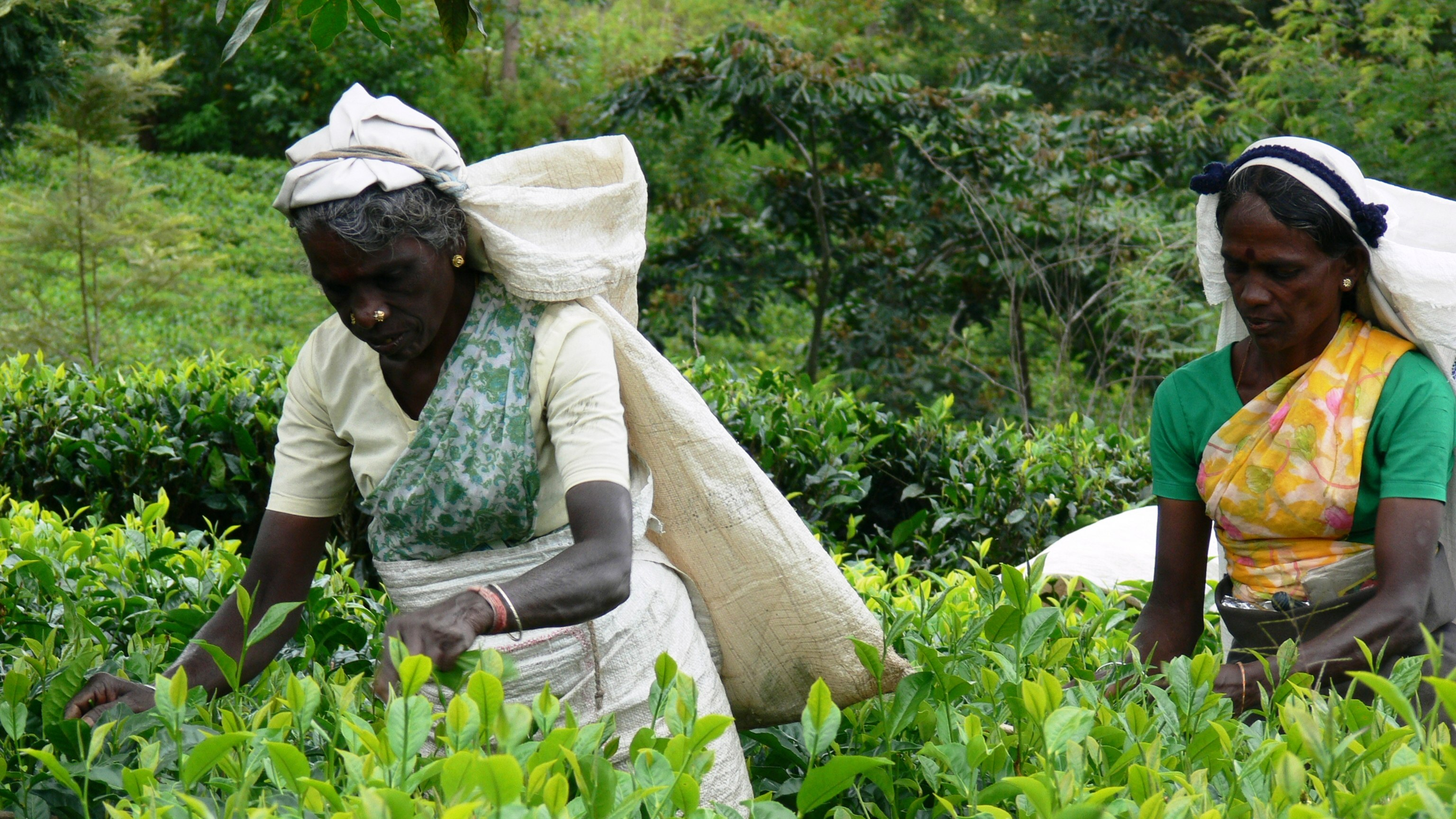
Sri Lanka – Teepflücker (Juni 2009)

Bis zur Industrialisierung gab es weltweit ausschließlich Agrarstaaten. Platons Ideal war ein Agrarstaat mit selbständig wirtschaftenden Familien, sein Agrarstaat gründete alles auf Grund und Boden, nicht auf Handel, Seefahrt oder Geld. Der tief in die persönliche Freiheit und das Familienleben eingreifende Agrarstaat solle auf einem relativ stationären Sättigungs- und Ordnungsstand erhalten werden. Der junge Agrarstaat entstand auf Kreta, in einer gewissen Entfernung vom Meer, um die Ausbildung des Seehandels zu hemmen.
Bis ins Mittelalter herrschte der feudale Agrarstaat vor, denn Landesherren verfügten als Großgrundbesitzer über Ackerboden und verpachteten ihn im Lehnswesen an Bürger. Diese mussten das Pachtland bestellen und einen Teil des Bodenertrags als Pacht an den Landesherren abführen. In China begann der Feudalismus spätestens während der Zeit der Streitenden Reiche (403-221 vor Christus) und endete erst 1864 mit dem Taiping-Aufstand.
Für den Physiokraten François Quesnay gab es 1757 drei Sektoren, und zwar die Bauern der „produktiven Klasse“, die Handwerker und Kaufleute der „sterilen Klasse“ und die Großgrundbesitzer der „privilegierten Klasse“. Die landwirtschaftliche Wertschöpfung entspringt nach seiner Auffassung dem Boden und ist die einzige produktive Leistung. Er favorisierte 1767 den Agrarstaat (französisch royaume agricole), dessen Grundzüge er aus der „natürlichen Ordnung“ (französisch ordre naturel) ablas. Denn „der Boden ist die einzige Quelle des Wohlstands“ (französisch la terre est l’unique source de richesse). Quesnay stellte 1757 fest, dass der Wohlstand nicht in der Bewegung (Handel), sondern in der Ruhe (dem Boden) liege. Das Prinzip aller Arbeit sei der Bodenertrag, denn alle Arbeit richte sich nach dem Preis der Bodenprodukte. „Der Ertrag ist das Ergebnis der Bodenbeschaffenheit und des Menschen. Ohne die Arbeit des Menschen hat der Boden keinen Wert“.
Ab 1765 trat in England ein Umschwung vom Agrarstaat zum Industriestaat ein, der sich durch sinkende Getreideexporte ankündigte, die auch auf das Wachstum der Industrie und des Gewerbes zurückzuführen waren. David Ricardo antwortete im Mai 1822 auf die Streitfrage „Agrarstaat oder Industriestaat“ ausweichend, denn beides sei nötig. England würde unzweifelhaft ein großer Manufakturstaat werden, aber auch ein großer Agrarstaat bleiben. Diese Streitfrage tauchte auf, als im House of Commons über die Not der Landwirtschaft verhandelt wurde, und es beklagte, dass England zu sehr ein Manufakturstaat würde; Ricardo könnte vielleicht denken, dass ein Manufakturstaat nicht so glücklich sein könnte wie ein Agrarstaat. Adam Smith wies darauf hin, dass ein Industriestaat weit mehr in der Lage sei, seine Bodenproduktion zu heben als ein reiner Agrarstaat, weil durch die Konzentration der Arbeiterbevölkerung in den Städten große Mengen landwirtschaftlicher Rohprodukte an diese Industriezentren gebunden würden, was die inländische Landwirtschaft fördere. Ein Hersteller dürfe Außenhandel betreiben, solange er hierdurch nicht die heimische Industrie schädige.
Louis Blanc hielt 1839 den Agrarstaat für überwunden, dem Industriestaat gehöre die Zukunft – eine in seinem Werk oft wiederkehrende Auffassung, die den Einfluss seiner Zeit deutlich verrät. „Aberglaube, Krieg, Feudalität, Despotismus, war das nicht die Geschichte der französischen Nation, solange sie Ackerbau treibend gewesen war, bis Colbert die Industrie begünstigt und zur Entfaltung gebracht hatte“. Im Jahre 1841 vertrat Friedrich List die Interessen der Industrie gegen die von Adam Smith vertretene Freihandelstheorie, weil Smith den Einfluss der Manufakturen auf die Vermehrung der Bodenrente, des Bodenwerts und des landwirtschaftlichen Kapitals nicht klar erkannt habe. Für List bot der Industriestaat eine vollkommenere Wirtschaftsform als der reine Agrarstaat.
Erstmals im Jahre 1895 gab es in Deutschland in Industrie und Handwerk mit 38,5 % aller Erwerbstätigen mehr Erwerbstätige als in der Landwirtschaft (35,0 %) – es vollzog sich aus Sicht der Volkswirtschaftslehre der Wandel zum Industriestaat. Der Nationalökonom Karl Oldenberg sah in einem Vortrag im Juni 1897 das Ende der deutschen Nation voraus, falls die industrielle Entwicklung sich in dem Maße wie in den letzten Jahrzehnten fortsetze. Definitionen des Begriffs Industriestaat waren noch landwirtschaftlich geprägt; Paul Voigt verstand 1898 unter Industriestaat einen Staat, „dessen landwirtschaftliche Produktion in einem so großen Missverhältnis zu dem Bedarf der industriellen Bevölkerung steht, dass die Einfuhr von Lebensmitteln und Rohstoffen nicht mehr bloß ergänzend neben die heimische Urproduktion tritt …“. Dem schloss sich 1899 Paul Arndt an, bei dem der Industriestaat als Staat galt, „dessen industrielle Produktion den Bedarf seiner Bevölkerung übersteigt, während seine landwirtschaftliche Produktion hinter dem Bedarf seiner Bevölkerung zurückbleibt“. Reichskanzler Graf Bernhard von Bülow stellte in einer Rede vor dem Reichstag am 2. Dezember 1901 fest: „Deutschland ist weder ein Industriestaat noch ein reiner Agrarstaat, sondern beides zugleich …“.
Im Jahre 1920 übertraf in Japan beim BIP erstmals der industrielle Sektor den landwirtschaftlichen Sektor, das Land stieg zum Industriestaat auf. Der Morgenthau-Plan vom August 1944 zielte nach dem Zweiten Weltkrieg darauf ab, Deutschland in einen rückständigen Agrarstaat zu verwandeln, um die Gefahr eines neuen Angriffskriegs zu verhindern. Bereits im September 1944 wurde der Plan verworfen. Noch bis 1962 war der Iran ein feudaler Agrarstaat, wenn man von der damals noch vollständig in ausländischem Besitz stehenden Ölindustrie absieht.
Die modernen Industriestaaten entwickelten sich ab 1970 immer mehr zu Dienstleistungsgesellschaften.

## Statistik
Misst man für die Qualifizierung als Agrarstaat den Anteil der Agrarproduktion am BIP, so ergibt sich nachstehende Auswahl einiger typischer Agrarstaaten. Hierunter befinden sich viele Kleinstaaten, die häufig statistische Auffälligkeiten im Vergleich zu Flächenstaaten aufweisen.
| Land                         | Landwirtschaft in % des BIP *) | Industrie in % des BIP *) | Dienstleistungen in % des BIP *) |
| ---------------------------- | ------------------------------ | ------------------------- | -------------------------------- |
| Burundi                      | 39,5                           | 16,4                      | 44,2                             |
| Guinea-Bissau                | 50,0                           | 13,1                      | 36,9                             |
| Komoren                      | 47,7                           | 11,8                      | 40,5                             |
| Mali                         | 41,8                           | 18,1                      | 40,5                             |
| Niger                        | 41,6                           | 19,5                      | 38,7                             |
| Sierra Leone                 | 60,7                           | 6,5                       | 32,8                             |
| Somalia                      | 60,2                           | 7,4                       | 32,5                             |
| Sudan                        | 39,6                           | 2,6                       | 57,8                             |
| Tschad                       | 52,3                           | 14,7                      | 33,1                             |
| Zentralafrikanische Republik | 43,2                           | 16,0                      | 40,8                             |

- (*) Anmerkung: Rundungsdifferenzen vorhanden.

Auf den ersten zehn Plätzen weltweiter Agrarstaaten befinden sich ausschließlich Staaten aus Afrika. Auch auf den weiteren Plätzen dominieren afrikanische Staaten, erst Tadschikistan folgt auf Rang 20 mit 28,6 % als erster nicht-afrikanischer Staat. Den höchsten Anteil der Agrarproduktion am BIP weist Sierra Leone (60,7 %) auf, gefolgt von Somalia (60,2 %), Tschad (52,3 %) und Guinea-Bissau (50,0 %). In allen drei Staaten ist der Dienstleistungssektor stärker als die Industrie. In Europa führt mit 21,7 % Albanien die Agrarstaaten an, gefolgt von Färöer (18,0 %) und der Republik Moldau (17,7 %).
Heute gelten die verbliebenen, vorwiegend agrarischen Staaten als wirtschaftlich rückständig. Industrie und Dienstleistungssektor befinden sich, neben der Infrastruktur, meist in einem unterentwickelten Zustand. Auch ist das Gesundheitssystem häufig schlecht entwickelt und die Lebenserwartung entsprechend gering. Agrarstaaten zählen durch ihre geringen Wertschöpfungsbeiträgen durchweg zu den Ländern mit geringem Pro-Kopf-Einkommen.